# Lebedevinstitutet för fysik
Lebedevinstitutet för fysik (på ryska: Физический институт имени П.Н.Лебедева Российской академии наук (ФИАН)) i Moskva är en del av den ryska vetenskapsakademien. Institutets anor går tillbaka till Peter den stores samling av vetenskapliga instrument från 1714.
I sin nuvarande form etablerades institutet 1934 av Sergej Vavilov. Samma år flyttades institutet till Moskva och döptes efter den ryske fysikern Petr Lebedev.

## Direktörer
1. Sergej Vavilov (1934–1951)
2. Dmitrij Skobeltsyn (1951–1972)
3. Nikolaj Basov (1973–1988)
4. Leonid Keldysj (1988–1994)
5. Oleg Krochin (1994–2004)
6. Gennadij Mesjats (2004–2015)
7. Nikolaj Kolatjevskij (2015–)

## Nobelpristagare vid institutet
- 1958: Pavel Tjerenkov, Igor Tamm och Ilja Frank: ”för upptäckten och tolkningen av Tjerenkoveffekten”
- 1964: Nikolaj Basov och Alexander Prochorov: ”för grundläggande arbeten inom kvantelektroniken, som lett till framställning av oscillatorer och förstärkare enligt maser-laserprincipen”.
- 1975: Andrei Sakharov tilldelades Nobels fredspris
- 2003: Vitalij Ginzburg: ”för banbrytande insatser inom teorin för supraledare och supravätskor”.